# Pardosa manubriata
Pardosa manubriata är en spindelart som beskrevs av Simon 1898. Pardosa manubriata ingår i släktet Pardosa och familjen vargspindlar. Inga underarter finns listade i Catalogue of Life.